# San Francisco de Ónzole
San Francisco de Ónzole ist eine Ortschaft und eine Parroquia rural („ländliches Kirchspiel“) im Kanton Eloy Alfaro der ecuadorianischen Provinz Esmeraldas. Die Parroquia besitzt eine Fläche von 165,2 km². Die Einwohnerzahl lag im Jahr 2010 bei 1430.

## Lage
Die Parroquia San Francisco de Ónzole liegt im Küstentiefland im Nordwesten von Ecuador. Der Río Onzole, ein linker Nebenfluss des Río Cayapas, durchquert den Osten der Parroquia in nördlicher Richtung und entwässert dabei das Areal. Der Hauptort San Francisco de Ónzole befindet sich am Linksufer des Río Onzole 41 km südsüdwestlich vom Kantonshauptort Valdez.
Die Parroquia San Francisco de Ónzole grenzt im Osten an die Parroquias San José del Cayapas und Atahualpa, im Süden an die Parroquia Santo Domingo de Ónzole, im Westen an die Parroquia Montalvo sowie im Norden an die Parroquia Anchayacu.

## Orte und Siedlungen
In der Parroquia gibt es neben dem Hauptort folgende 7 Recintos: Boca de Iscuandé, El Pintor 1 (Loma Linda), Arenales, La Loma, Las Delicias, Partidero und Iscuandecito. Ferner gibt es folgende 7 Caseríos: El Pintor 2, Agua Colorada, La Dispensa, Espina, Piedrero, Picadero und Chachilia.

## Geschichte
Die Gründung der Parroquia San Francisco de Ónzole wurde am 12. Januar 1944 im Registro Oficial N° 193 bekannt gemacht und damit wirksam.